# Eric Schreurs
Pour les articles homonymes, voir Schreurs.
Eric Schreurs, né le 15 septembre 1958 à Leyde, et mort le 29 mai 2020 dans la même ville, est un auteur de bande dessinée néerlandais. 

## Biographie
Après des débuts dans la revue satirique De Vrije Balloen, Eric Schreurs crée la série humoristique Joop Klepzeiker (nl), qui connaît un certain succès et qu'il anime jusqu'en 2003.

Eric Schreurs meurt le 29 mai 2020 à Leyde à l’âge de 61 ans.

## Récompense
- 2002 : prix Stripschap, pour l'ensemble de son œuvre